# 魯瑟冰原島峰
79°10′S 85°57′W / 79.167°S 85.950°W
魯瑟冰原島峰是南極洲的冰原島峰，位於埃爾斯沃思地，處於蘭德馬爾克峰以西6公里，屬於埃爾斯沃思山脈中赫里蒂奇嶺的一部分。